# Nicolas Eymerich, inquisiteur (bande dessinée)
Pour les articles homonymes, voir Nicolas Eymerich (homonymie).
Nicolas Eymerich, inquisiteur est une série de bande dessinée écrite par l'Argentin Jorge Zentner d'après les romans de Valerio Evangelisti et dessinée par le Français David Sala, qui en assure également les couleurs.
En France, elle est publiée par Delcourt dans sa collection « Conquistador ».

## Albums
1. La Déesse. Première partie, 2003[1]
2. La Déesse. Deuxième partie, 2004[2]
3. Le Corps et le sang. Première partie, 2006[3]
4. Le Corps et le sang. Deuxième partie, 2007